# Христо Проданов (политик)
Христо Танчев Проданов е български политик.

## Биография
Проданов е роден в Панагюрище през 1977 г. По образование е минен инженер, дипломиран в Минно-геоложкия университет, има и магистърска степен по индустриален мениджмънт.
Бил е председател на районния съвет на БСП в софийския район „Триадица“, както и заместник-председател на градската организация на партията в столицата. Член е на Изпълнителното бюро на БСП, като е и секретар по контрола по изпълнението на решенията на Националния съвет.
Народен представител в XLIV НС, XLV НС, XLVI НС и XLVII народно събрание.
В XLIV НС е член на 2 парламентарни комисии - по икономическа политика и туризъм и по въпросите на младежта и спорта, а в XLVII НС е заместник-председател на ПГ на „БСП за България“.
От 13 декември 2021 г. до 2 август 2022 г. е министър на туризма в правителството на Кирил Петков.